# Битва на реке Скоби
Битва на реке Скоби — битва во время русско-шведской войны 1788—1790 гг., произошедшая 8 июля 1789 года (27 июня 1789 года по старому стилю) на реке Скоби (совр. Сумманйоки, в районе деревни Скугбю (совр. Metsäkylä) на юго-востоке Финляндии между русским отрядом под командованием генерал-майора Сухтелена П. К. и шведским корпусом под командованием короля Густав III. Закончилось поражением и отступлением шведских войск.
В шведской и финской историографии этот эпизод называют рекогносцировкой.

## Предыстория
В июне 1789 года шведский король Густав III прибыл в юго-восточную Финляндию, чтобы начать сухопутную кампанию. Шведская армия составляла более 25 тысячи человек и 150 орудий. Ей противостояла русская армия численностью в 31 тысячу человек и 102 орудия под командованием графа Мусина-Пушкина. Шведы планировали наступать, разбив русские войска в южной Финляндии и взяв крепости Вильманстранд и Фридрихсгам, выйти к Выборгу и Петербургу. Их силы были разделены на трёх направлениях: на юге корпус генерала Мейрфельта в 10 тыс. совместно с шхерным флотом наступал от реки Кюмень на Гегфорс вдоль берега Финского залива, корпус под командованием короля в 10 тыс. наступал в центре, от реки Кюмень через Куовалу к Вильманстранду, на левом северном фланге в области Саво действовала отдельная саволакская бригада в 5 тыс. человек. Русская армия планировала активной обороной остановить наступление шведов. В начале июня русским в серии боёв удалось нанести поражение саволакской бригаде шведов и отбросить её к Санкт-Михелю.
В середине июня Густав III форсировал со своим корпусом реку Кюмень, занял Коувалу и оттеснил русские части за деревню Утти к концу июня. Отменив план наступления на Вильманстранд, король разделил свой корпус и с 6 000 повернул на Фридрихскгам, а остальные силы во главе с генералом Каульбарсом продолжили движение к Вильманстранду.
Дорогу на Фридрихсгам в районе деревни Скугбю прикрывал русский отряд в 2 500 человек под командованием генерал-майора Сухтелена П. К. Дорогу с мостом пересекал ручей Питно (современная река Сумманйоки выше слияния с ручьём Сипполайоки), который под прямым углом впадал в реку Скоби. За ручьём на правом фланге расположились 1-я, 2-я и 3-я роты Семёновского полка и сводный батальон гвардейских гренадёр в центре, у места впадения в реку стояла 4-я рота семёновцев. От впадения ручья позиция почти под прямым углом загибалась назад, по течению р. Скоби, по берегу которой был рассыпан егерский батальон, далее на левом фланге встал батальон Нарвского пехотного полка и два эскадрона драгун. Тыл охранял батальон Невского пехотного полка. На берегу ручья и реки были также поставлены батареи полковой артиллерии и возведены небольшие люнеты. Местность вокруг реки и ручья представляла из себя долину с просёлочными дорогами, река Скоби и ручей легко преодолевались в брод.

## Ход боя согласно истории Семёновского полка
Колонны шведской армии показались перед ручьём Пинто 8 июля в 6 часу утра. Три шведских батальона повели атаку во фронт, но были отброшены сильным пушечным огнём. Тогда шведы стали окапываться и выдвинули вперёд батареи из всех имевшихся у них орудий. Новую атаку Густав III решил провести с трёх направлений. Первая колонна из трёх батальонов направлялась влево, для обхода правого фланга русских. Вторая колонна из шести батальонов шла вправо и должна была через реку Скоби сбить левый фланг и выйти на Фридрихсгамскую дорогу, отрезая пути отступления русским. Сам король с тремя батальонами и мощной батарей атаковал центр во фронт через ручей. Густав планировал нанести одновременный удар всеми колоннами.
Однако, атаки сразу пошли не по плану. Первой в атаку пошла левая колонна шведов. Перед ней русские разбирали мост через ручей. Передовая часть из шведских драгун спешилась и бросилась на рабочих, но была контратакована в штыки частью 1-й роты семёновцев. Драгуны были отброшены, а подходящая колонна была остановлена пушечными и ружейными залпами русских. Густав сам явился на левый фланг, чтобы устроить колонну и приказал ей вновь идти в атаку. В свою очередь Сухтелен перебросил 4-ю роту семёновцев на подкрепление правого фланга. Шведы были обстреляны рассыпавшимися застрельщиками семёновцев, а когда перешли ручей и стали подыматься на берег, 2-я и 3-я рота семёновцев ударили на них в штыки и отбросила за ручей. После этого 1-я рота семёновцев и батареи открыли ружейный и картечный огонь. Шведская колонна была вновь отброшена. С трудом восстановив порядок, король послал колонну в новую атаку. Шведы снова были встречены огнём 1-й, 2-й, 3-й и подошедшей 4-й ротой семёновцев, после этого разбитая колонна шведов окончательно отступила.
Центральная колонна шведов дважды была отброшена огнём гвардейских гренадёр и отошла. Правая колонна, подойдя к реке Скоби, повела неуверенную атаку, и обстрелянная русскими егерями также отступила.
После этого Густав III собрал все свои войска и отступил к Лиикале.

## Итоги
Согласно истории Семёновского полка было потеряно 35 человек убитыми и 64 ранеными. Шведы не признают потерь, и, несмотря на то, что они вели орудийный огонь, считали, что не нанесли и потерь русским, поскольку те находились в траншеях.
В результате поражения Густава III при Скоби и генерала Каульбарса при Кайпиасе, наступление шведов к Вильманстранду и Фридрихсгам провалилось. Шведские войска отступили обратно за реку Кюмень. На этом основные боевые действия на суше в кампанию 1789 года были окончены.

## В литературе
Эпизоду посвящён исторический рассказ-реконструкция Алексея Шкварова "Сражение при Скобю. Шведский Фарсал".